# Horní Meziříčko
Horní Meziříčko är en ort i Tjeckien.   Den ligger i regionen Södra Böhmen, i den centrala delen av landet, 120 km sydost om huvudstaden Prag. Horní Meziříčko ligger 561 meter över havet och antalet invånare är 107.
Terrängen runt Horní Meziříčko är huvudsakligen lite kuperad. Horní Meziříčko ligger nere i en dal. Runt Horní Meziříčko är det ganska glesbefolkat, med 38 invånare per kvadratkilometer. Närmaste större samhälle är Jindřichův Hradec, 17,6 km väster om Horní Meziříčko. Omgivningarna runt Horní Meziříčko är en mosaik av jordbruksmark och naturlig växtlighet.